# Filament solaire

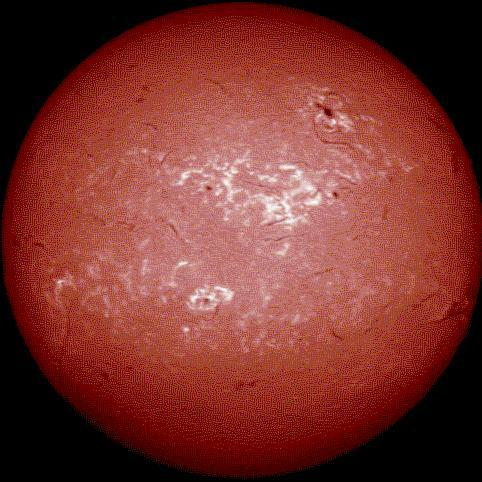
La chromosphère du Soleil vue dans la raie Hα. Des filaments sont visibles en sombre à la surface.

Un filament solaire est une structure magnétisée de l'atmosphère du Soleil, située dans la couronne mais dont la densité de matière est beaucoup plus importante que le milieu environnant. La matière est principalement composée d'hydrogène, de calcium, et de divers métaux sous forme de plasma. Ils se découpent en structure sombre sur le disque du Soleil, on dit qu'ils sont en absorption en Hα alors.
Les filaments solaires peuvent être vus en émission lorsqu'ils sont près du limbe (bord) solaire, ils se détachent alors sur le fond de ciel et sont appelés protubérances. La durée de telles formations s'étend d'une journée à plusieurs semaines.
Les filaments et protubérances solaires peuvent donner naissance à des éjections de masse coronale (acronyme CME en anglais).

## Images

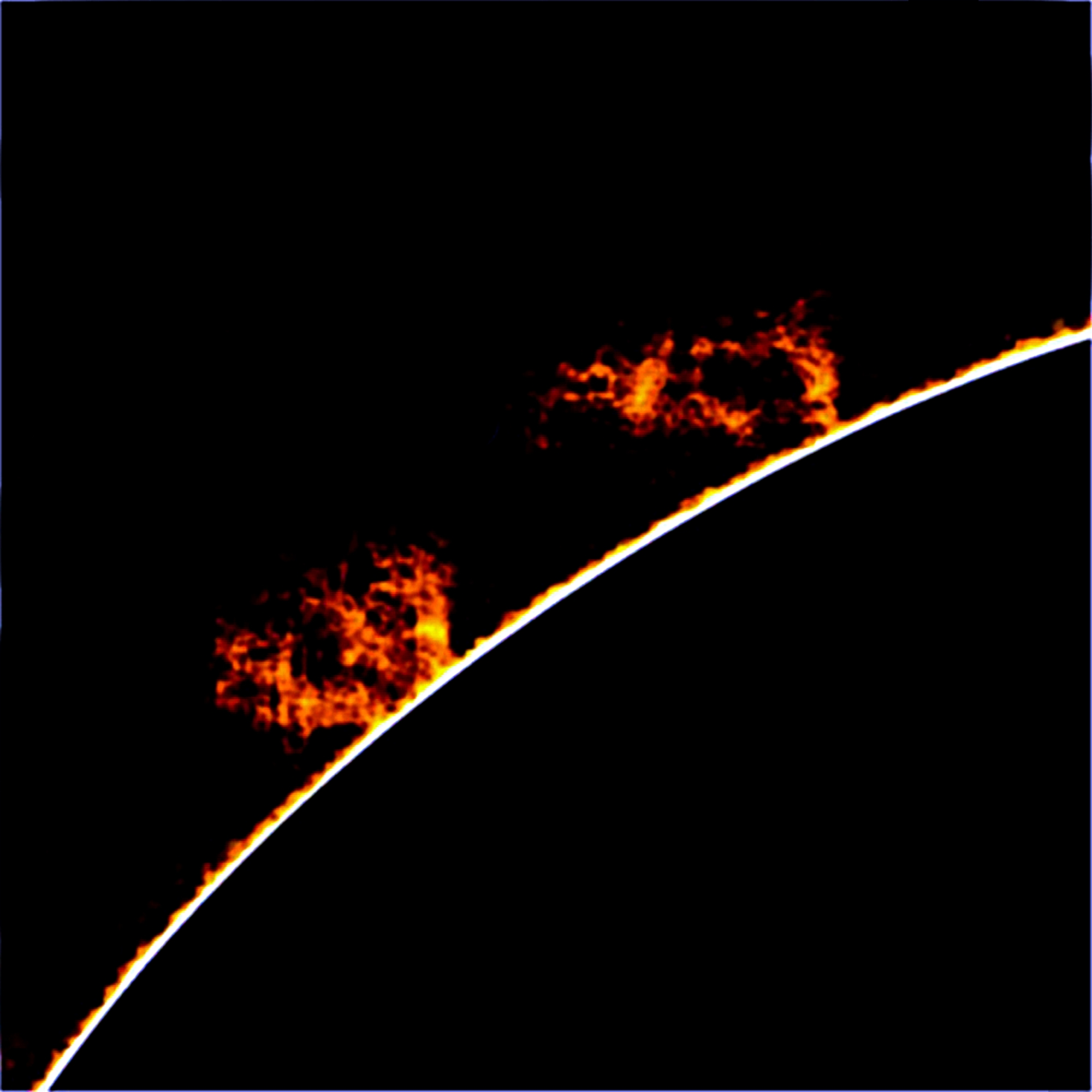
Protubérance solaire.
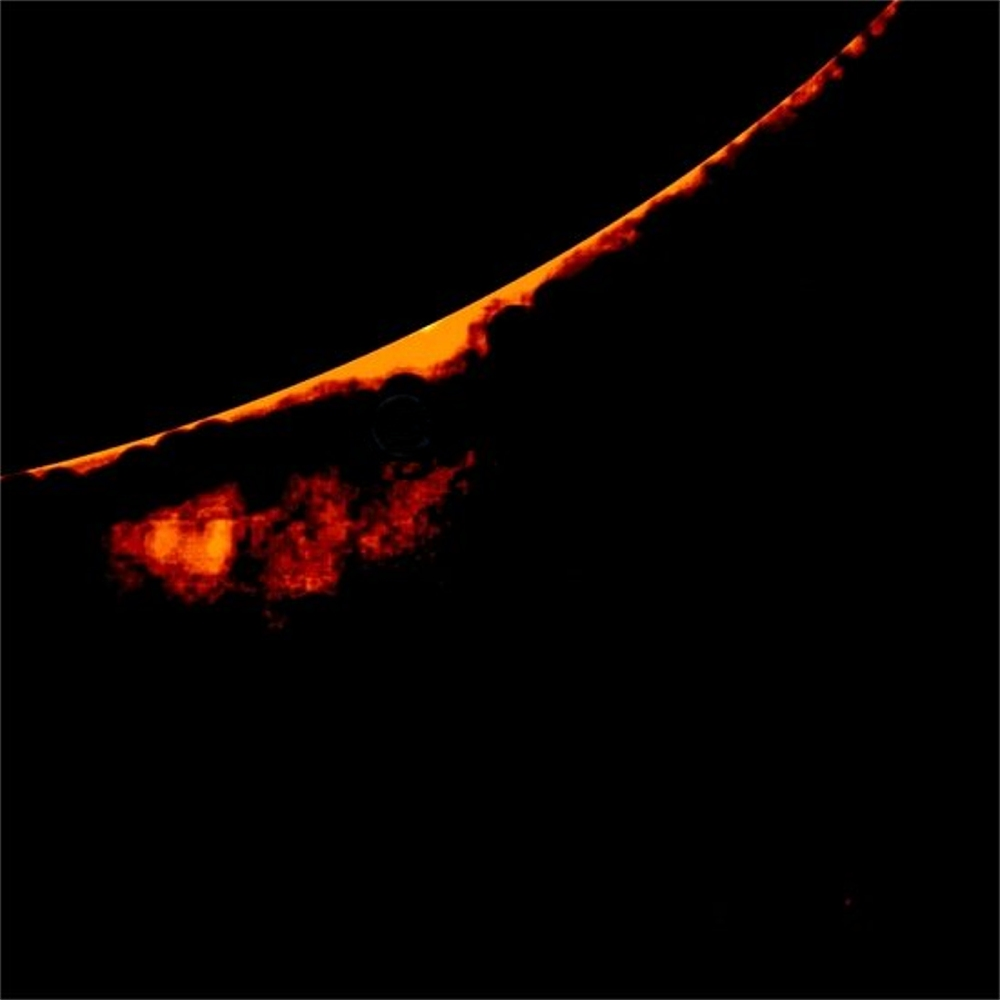
Protubérance solaire détachée.
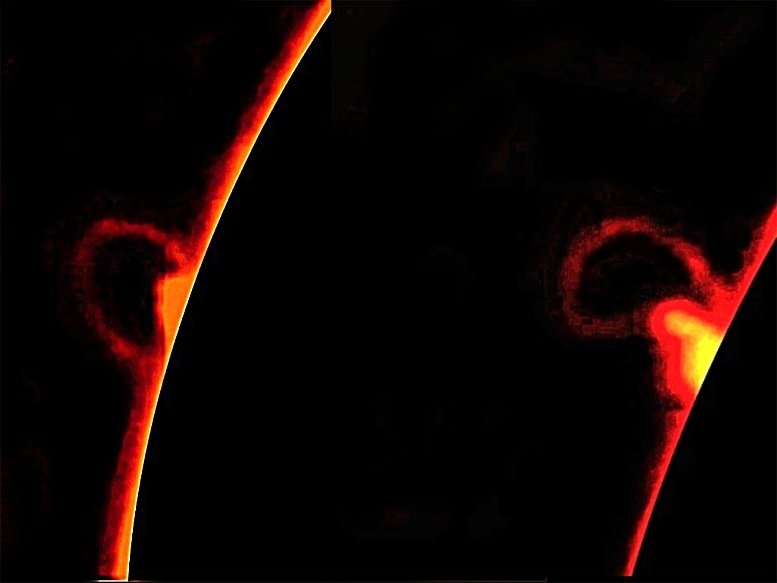
Avant et après l'explosion créant une protubérance.
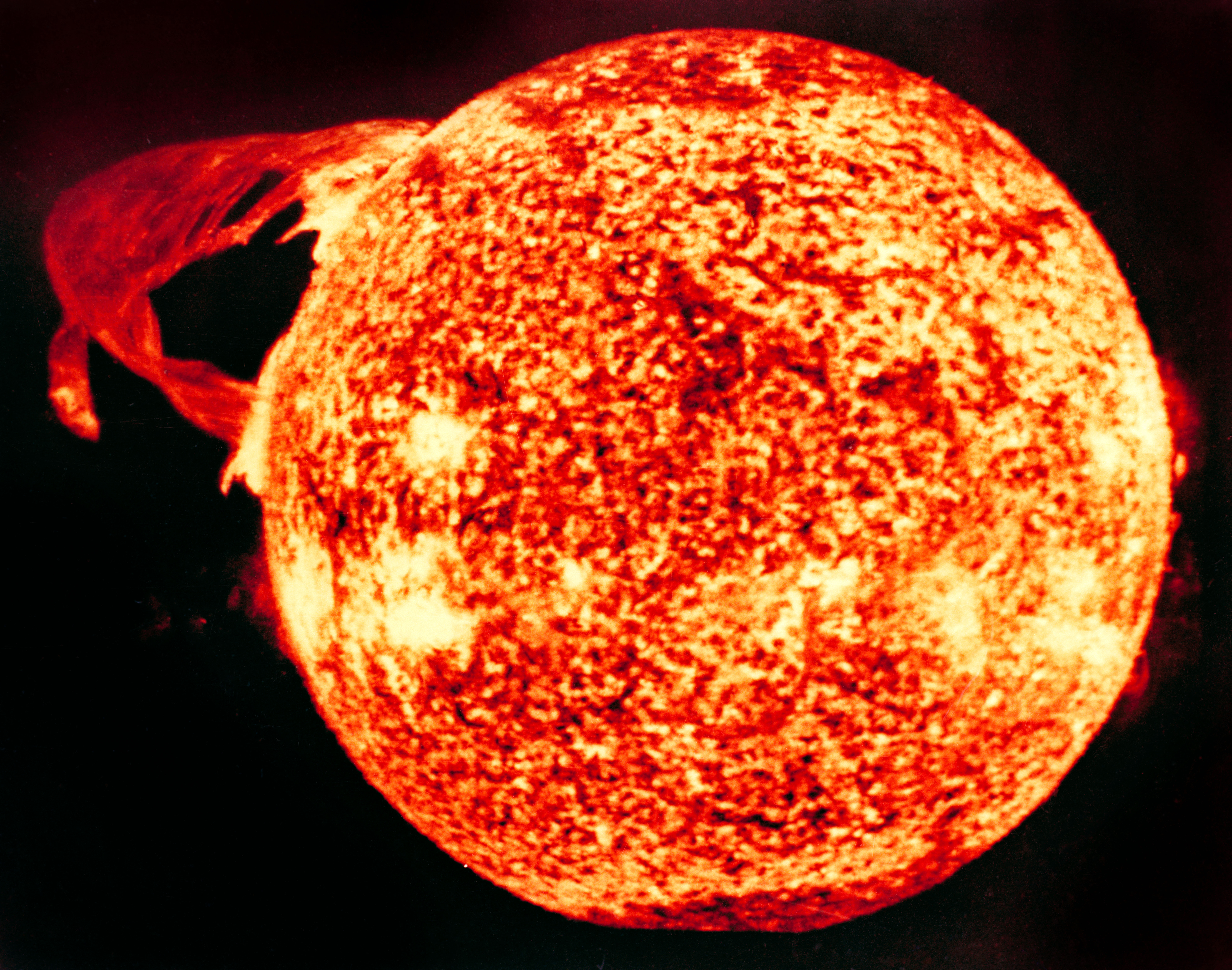
Importante protubérance en éruption (Skylab 1973).
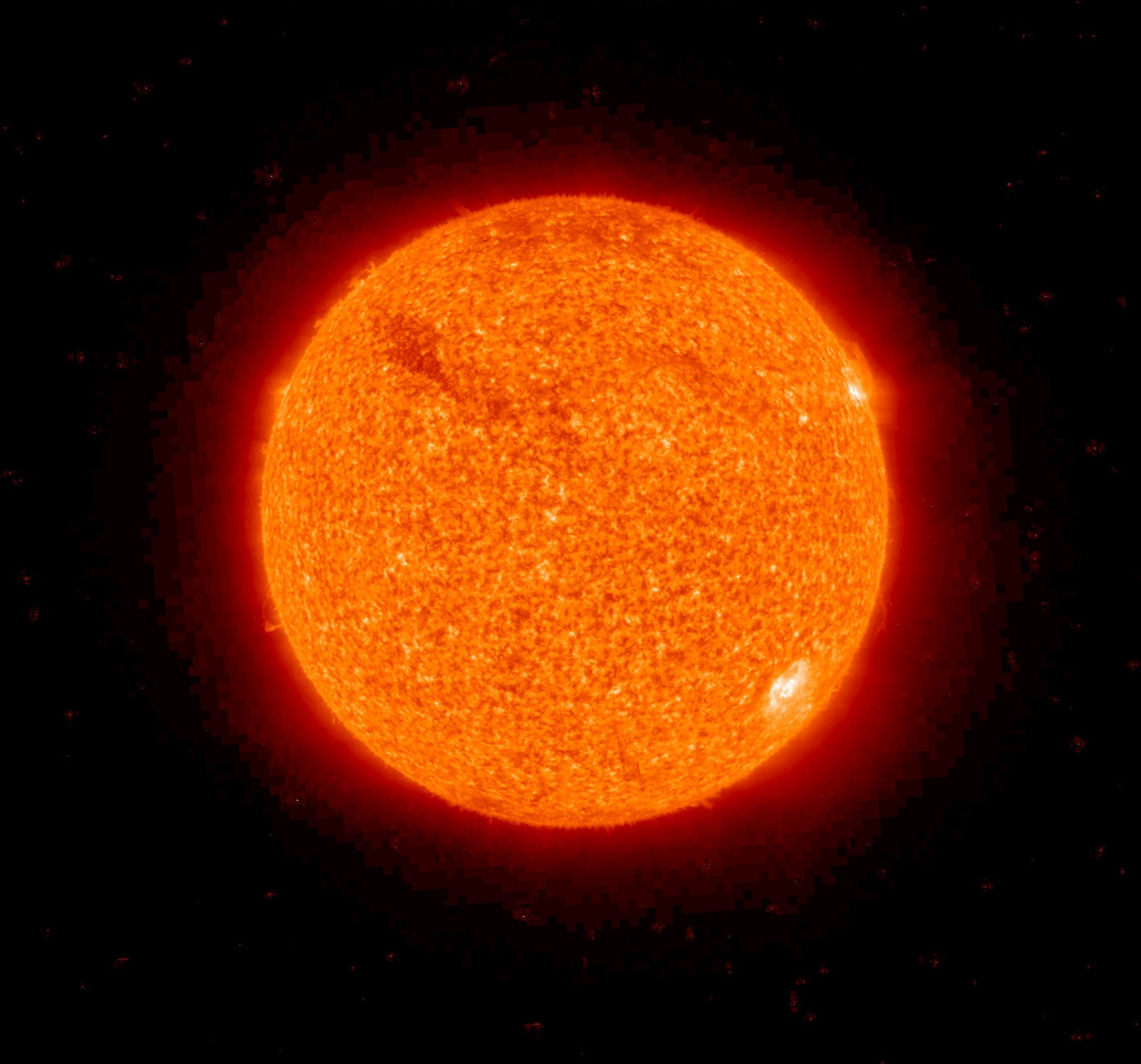
Filament solaire.
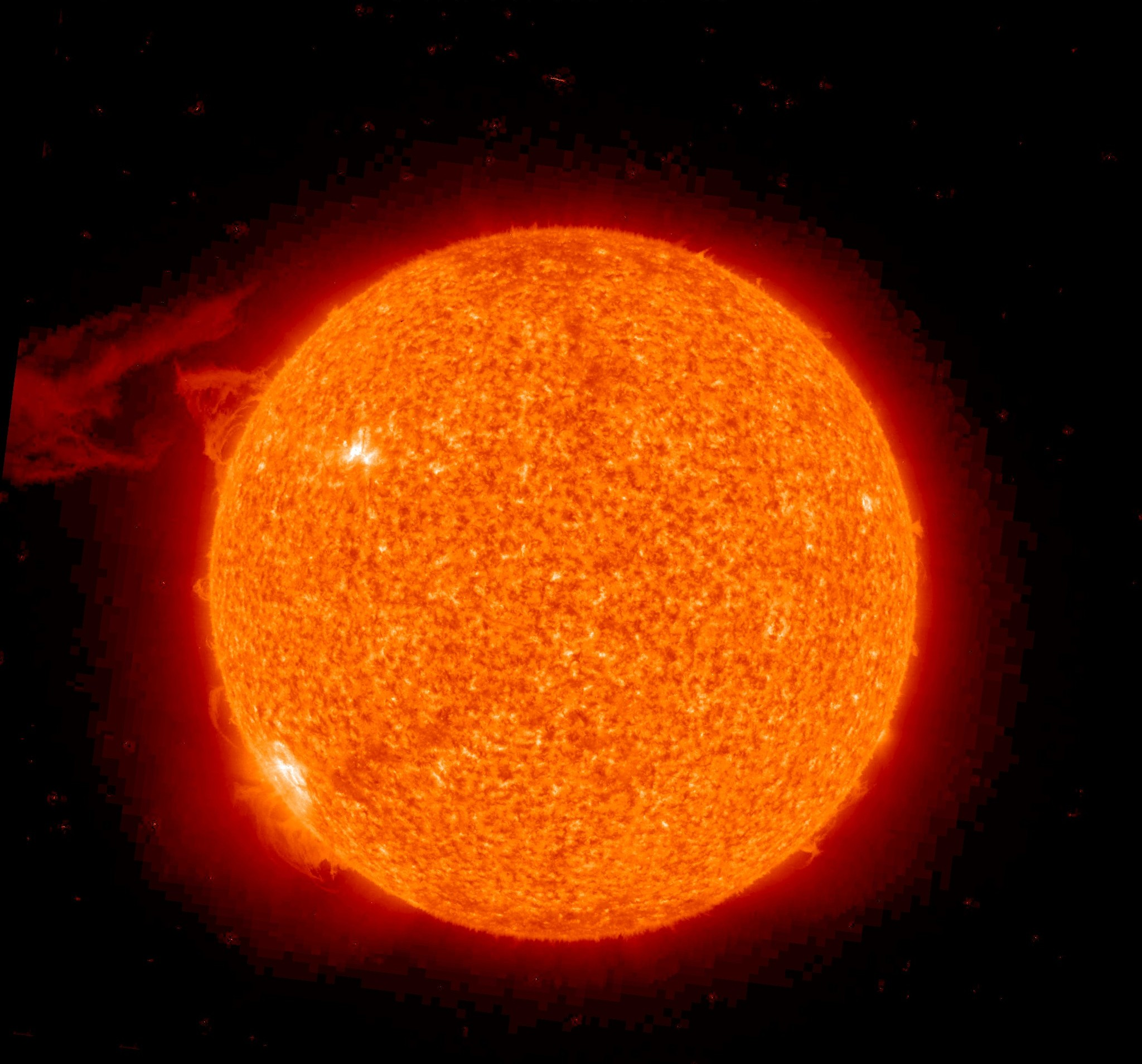
Filament solaire.
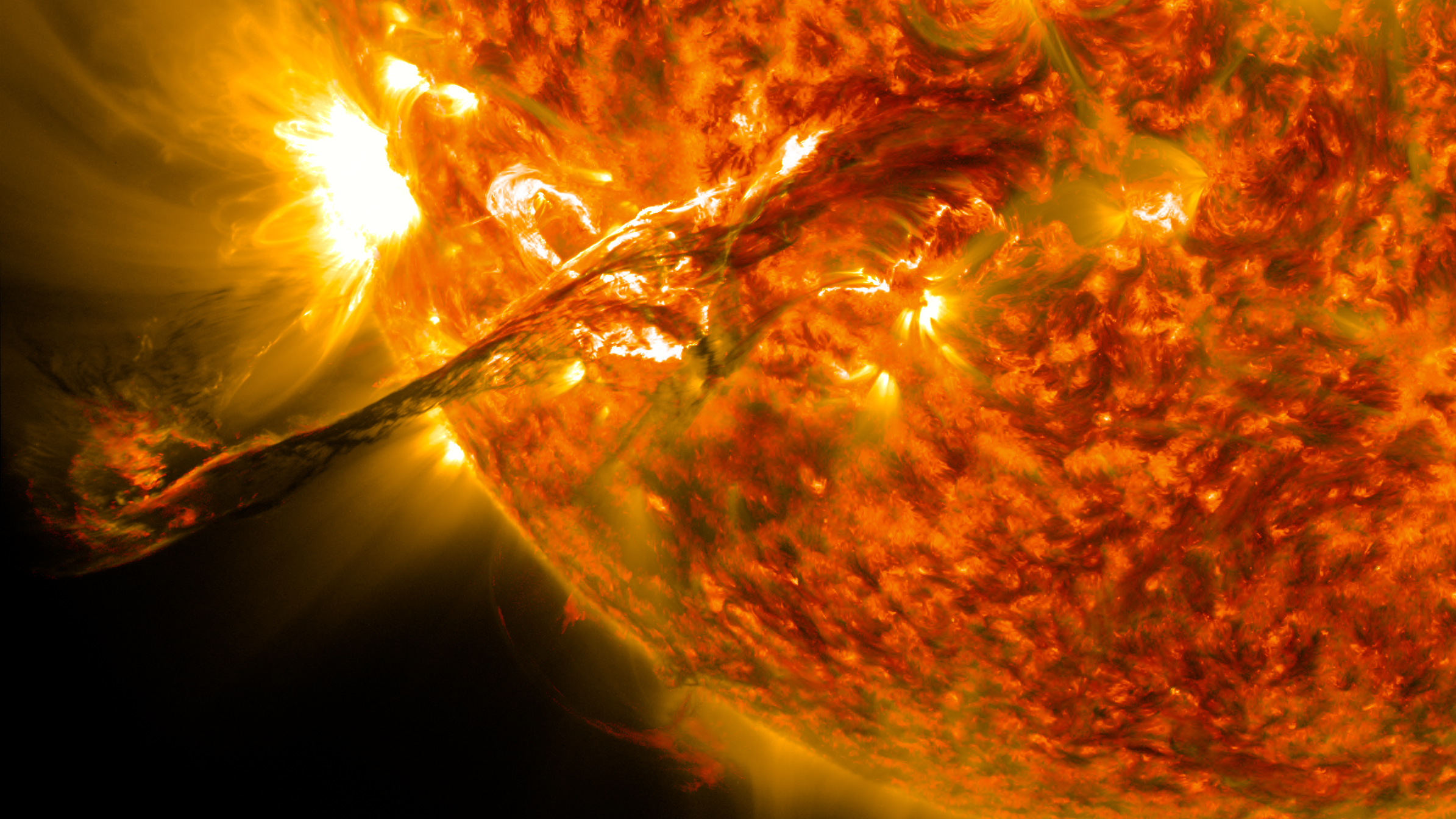
Filament solaire.